# Suds & Soda
Suds & Soda is een Engelstalige single van de Belgische band dEUS uit 1994.
De single bevatte naast de titelsong de liedjes Texan Coffee, Secret Hell en It. Furniture in the Far West.
Het nummer verscheen op het album Worst Case Scenario.
Op 10 februari 2012 werd Suds & Soda door de luisteraars van Studio Brussel in het programma De 100 van eigen kweek verkozen tot het beste Belgische nummer aller tijden. In de editie van 2014 gebeurde dit opnieuw. Daarnaast staat het nummer sinds 1994 jaarlijks in de Tijdloze 100, met als beste positie de achtste plek in 2006.

## Meewerkende artiesten
- Producer
  - Peter Vermeersch
  - Pierre Vervloesem
- Muzikanten
  - Anton Janssens (elektrische gitaar, orgel)
  - Jules De Borgher (drums, percussie)
  - Klaas Janzoons (backing vocals, viool)
  - Rudy Trouvé (backing vocals, effecten, elektrische gitaar, percussie)
  - Stef Kamil Carlens (akoestische gitaar, basgitaar, elektrische gitaar, zang)
  - Tom Barman (elektrische gitaar, gitaar, piano, zang)